# Krispy Kreme
Krispy Kreme, Inc. («Криспи Крим») ― американская компания по производству пончиков и сеть кофеен.
Компания Krispy Kreme была основана Верноном Рудольфом, который купил рецепт приготовления пончиков у шеф-повара из Нового Орлеана, арендовал здание в 1937 году в том, что сейчас является историческим Старым Салемом в Уинстон-Сейлеме, Северная Каролина, и начал продавать изделия в местных продуктовых магазинах. Устойчивый рост предшествовал амбициозному расширению в качестве публичной компании в период с 2000 по 2016 год, что в конечном итоге оказалось убыточным. В 2016 году компания была куплена люксембургским инвестиционным холдингом JAB Holding Company. В июле 2021 года Krispy Kreme снова стала публичной на бирже Nasdaq.

## История

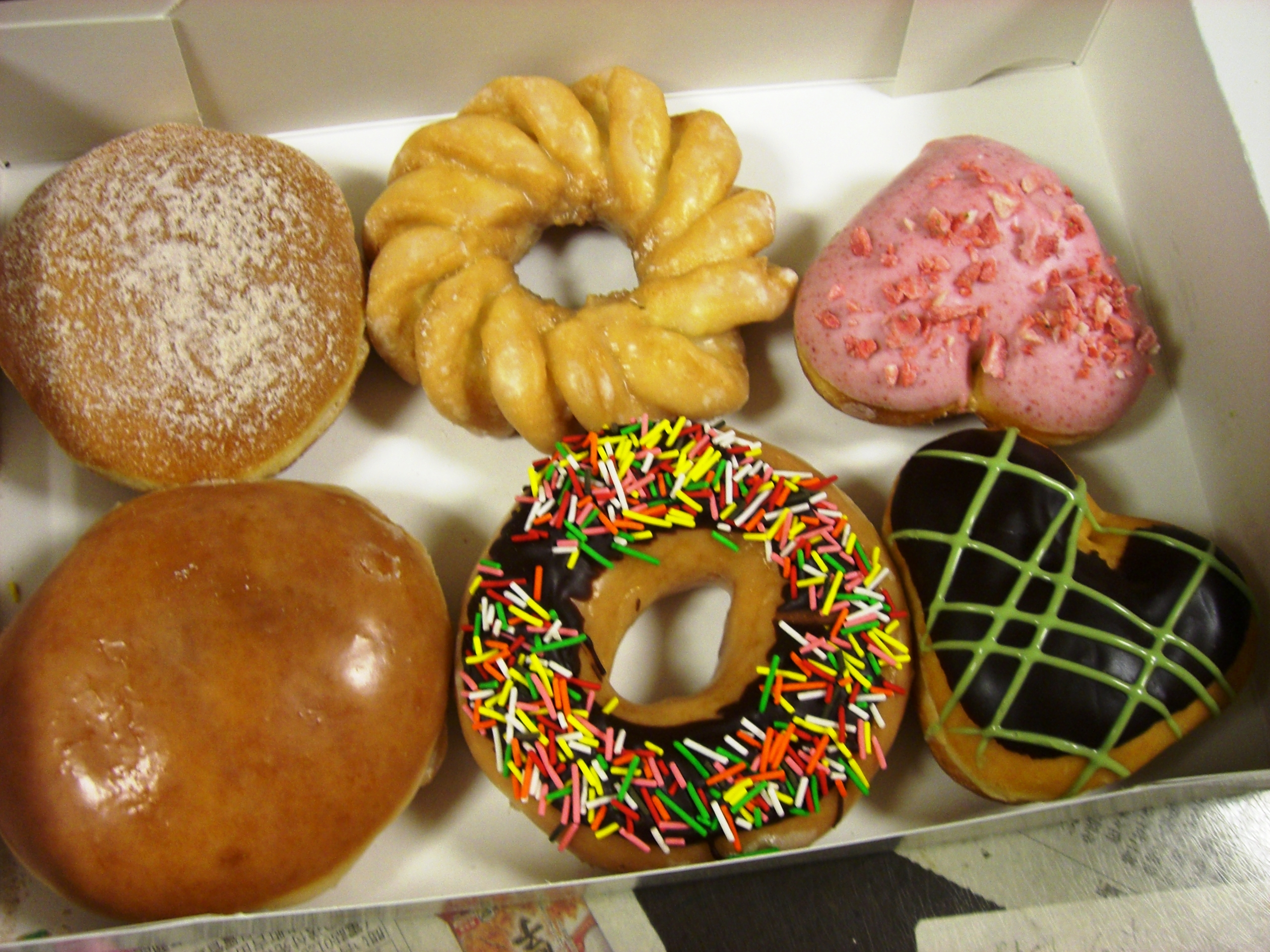
Пончики Krispy Kreme

В 1933 году восемнадцатилетний Вернон Рудольф вместе со своим братом Льюисом Рудольфом начал работать на своего дядю, Ишмаэля Армстронга, который владел небольшим универсальным магазином в Падуке, штат Кентукки, где продавался широкий ассортимент товаров, в том числе очень популярные пончики. Хотя точное происхождение рецепта пончиков частично остается загадкой, считается, что Ишмаэль Армстронг был вдохновлен поваром баржи на реке Огайо по имени Джозеф Лебеф, который славился своими воздушными пончиками.

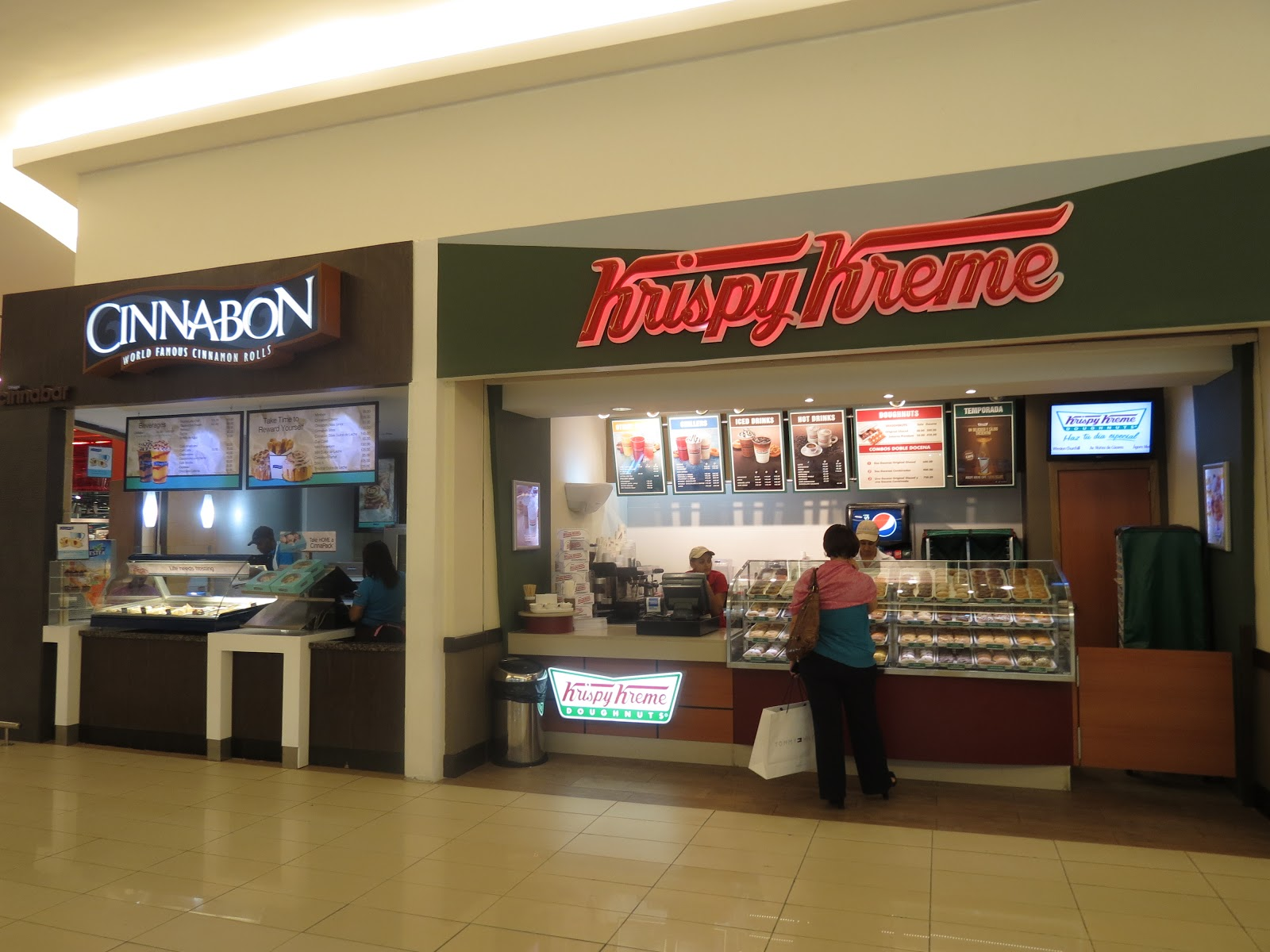
Krispy Kreme в Санто-Доминго

Магазин испытывал трудности во время Великой депрессии. В 1934 году Вернон и Ишмаэль решили переехать в более крупный город Нэшвилл, штат Теннесси, где, как они надеялись, дела пойдут лучше. Дядя и племянник сосредоточились исключительно на продаже своих пончиков и открыли компанию Krispy Kreme в арендованном магазине на Галлатин-роуд. Дела в магазине шли так хорошо, что отец Вернона, Плами, тоже покинул Кентукки и переехал в Нэшвилл, чтобы помогать продавать пончики.
В 1937 году Рудольф открыл свой собственный магазин, выбрав для этого место в Уинстон-Сейлеме, штат Северная Каролина, когда узнал, что его любимая сигаретная компания Camel имеет штаб-квартиру в небольшом городе Северной Каролины. Рудольф в основном продавал в круглосуточные магазины; однако он также продавал горячие пончики отдельным покупателям, которые приходили во время производства между полуночью и 4 часами утра. Первый магазин в Северной Каролине был расположен в арендованном здании на Саут-Мейн-стрит в Уинстон-Салеме, в том, что сейчас называется историческим Старым Салемом. Логотип Krispy Kreme был разработан Бенни Динкинсом, местным архитектором. Первая пекарня Krispy Kreme за пределами Юга открылась в Акроне, штат Огайо, в 1939 году.
Расширение произошло в 1950-х годах, включая магазин в Саванне, штат Джорджия. К 1960-м годам Krispy Kreme был известен по всему юго-востоку и начал распространяться на другие районы. В 1976 году корпорация пончиков Krispy Kreme стала полностью принадлежащей дочерней компанией Beatrice Foods из Чикаго, штат Иллинойс. Штаб-квартира Krispy Kreme осталась в Уинстон-Сейлеме.
Группа франчайзи выкупила корпорацию у Beatrice Foods в 1982 году.
В 1990-х годах открылись магазины на юго-востоке США. В декабре 2001 года Krispy Kreme открыла свой первый магазин за пределами США в Миссиссоге, Онтарио, Канада.

## Деятельность
Компания Krispy Kreme осуществляет производство пончиков и управляет сетью кофеен. Работает в 35 странах, основными рынками являются США, Великобритания, Мексика и Австралия.
Подразделения по состоянию на 2024 год:
- США — производство и доставка пончиков, собственная сеть кофеен в США; 64 % выручки;
- Международное — собственная сеть кофеен в Австралии, Великобритании, Ирландии, Мексике и Новой Зеландии; 31 % выручки;
- Развитие рынка — собственная сеть кофеен в Канаде и Японии, а также франчайзинговая сеть; 5 % выручки.

## Krispy Kreme в России
12 сентября 2013 года на Никольской улице открылась первая кофейня Krispy Kreme в России.
В связи с вторжением России на Украину в 2022 году компания покинула рынок России. Рестораны сменили вывеску и теперь называются Krunchy Dream.